# Pierre Gilliard

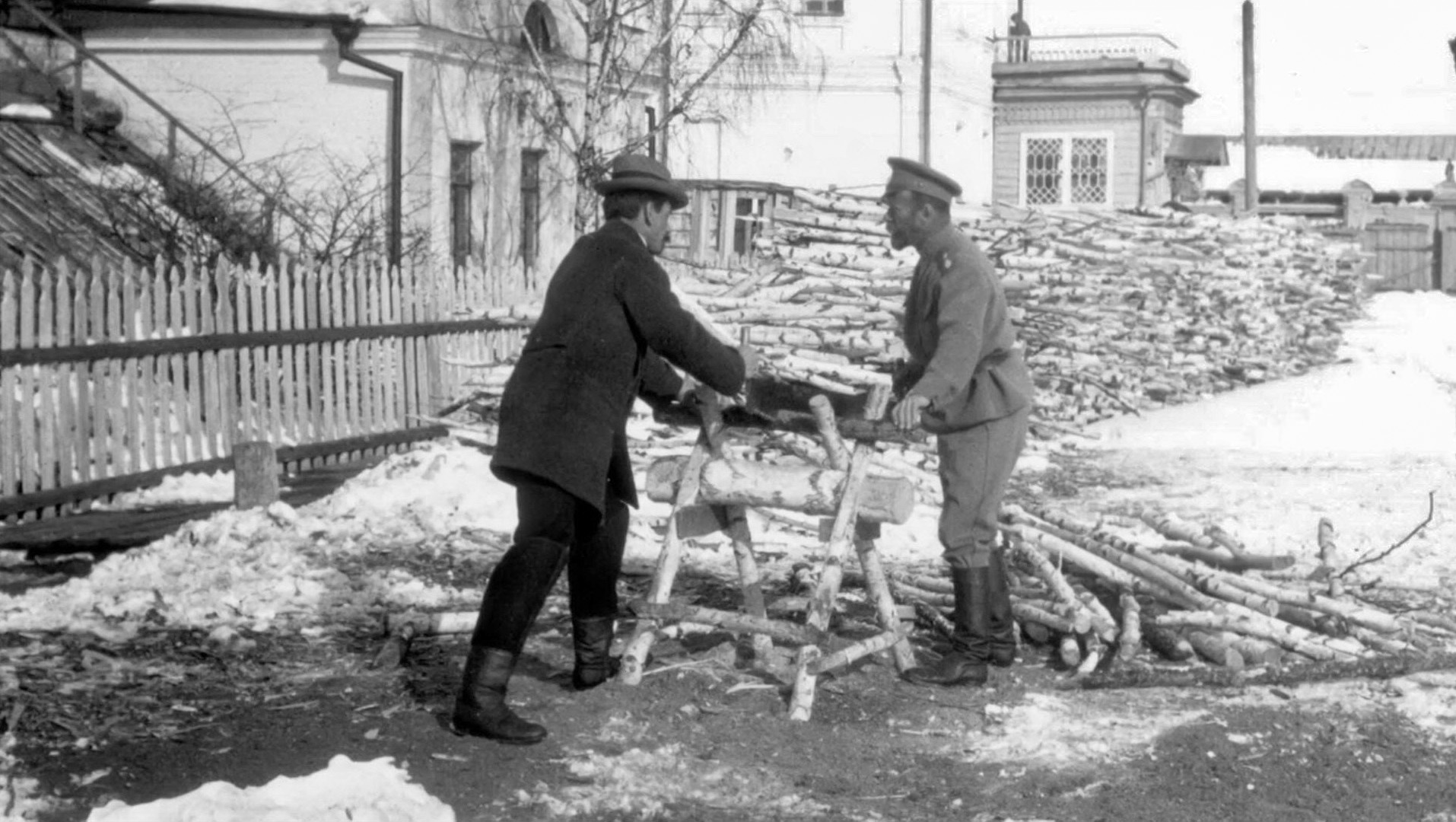
A cár és Gilliard fát fűrészelnek a tobolszki számüzetésben

Pierre Gilliard (Fiez, Vaud kanton, 1879. május 16. – Lausanne, 1962. május 30.) svájci pedagógus, egyetemi tanár, író. 1905 és 1918 között II. Miklós orosz cár leányainak franciatanára, és 1912-től Alekszej nagyhercegnek a nevelője.

## Élete
Gilliard 1904-ben érkezett Livadijába, a Krím-félszigetre, ahol Anasztázia montenegrói királyi hercegnő és  György leuthtenbergi herceg fiának, Szergejnek lett a nevelője. 1905-ben a hercegi családdal Peterhof kastélyba költözött. 1905-től a cár leányainak, Olgának, Tatyjanának, Marijának és Anasztaszijának is a francia nyelvtanára. Akkoriban 6000 svájci élt és dolgozott az Orosz Birodalomban, a legtöbbjük protestáns volt. A protestánsokat előnyben részesítették a katolikusokkal szemben.
1909-ben Gilliard Szentpétervárra költözött, és onnan járt hetente öt alkalommal tanítani Carszkoje Szelóba. Közel került a cári családhoz, és 1912-ben a cárné, Alekszandra Fjodorovna kérésére a trónörökös Alekszej nagyhercegnek lett a nevelője. Gilliard szeretett fotózni. Számos képet készített a cári családról.
Az első világháború kitörésekor nem sikerült időben elhagynia Oroszországot. A cár ezért felkérte külügyminiszterét, Szergej Dmitrijevics Szazonovot, hogy lépjen érintkezésbe a svájci kormánnyal. Bern augusztus 14-én kivételesen hozzájárult ahhoz, hogy Gilliard ne vegyen részt hazája kötelező katonai mozgósításában.
1917 márciusától Gilliard, Sydney Gibbes angoltanár, és Anna Tegleva, a cár leányainak nevelőnője önként maradtak a családdal a cár lemondása után, és Carszkoje Szelóba, Tobolszkba, végül Jekatyerinburgba is elkísérték őket.
1918 áprilisában egy bolsevik komisszár parancsára a cárt, a cárnét és Mariját Tobolszkból Jekatyerinburgba vitték. Gilliard felügyelete alatt maradta Olga, Tatyjana, Anasztaszia és a beteg Alekszej. 1918. május 20-án hajón vitték őket Tobolszkból Tyumenybe. Amikor a tyumenyi vasútállomáson vonatra készültek szállni, Gilliard-t hirtelen elválasztották a cár gyermekeitől. Május 23-án a jekatyerinburgi állomáson látta őket utoljára a vonatablakból. Tyumenyben le akarták lőni Gibbest és Teglevát. Gilliard folyékonyan beszélt oroszul és svájci útlevelét lobogtatva kijelentette, hogy a nemzetközi jog védelme alatt állnak. Röviddel később a Fehér Gárda foglalta el Tyumenyt, és megmenekültek.
Ezt követően Gilliard a Fehér Gárda hírszerző tisztje és fordítója lett. 1920-ban indulhatott vissza hazájába, Vlagyivosztokból, Anna Teglevával, akit feleségül vett. 1925-ben francia tanári diplomát szerzett Lausanne-ban. 1926-tól a Lausanni Egyetem tanára, majd rektora volt.
II. Miklós cárról írt könyvéért megkapta a Marcel Guérin-díjat, és a Francia Köztársaság Becsületrendjének lovagkeresztjét.
Gilliard-t is hivatalosan megkeresték, hogy nyilatkozzon az Anna Anderson-üggyel kapcsolatban. Bíróság előtt utasította vissza azt a feltevést, hogy Anasztaszia életben maradt volna.

## Magyarul
- Tizenhárom év a cári udvarban. A Romanovok utolsó házitanítója; ford. Morvay Zsuzsa; Gabo, Bp., 2013